# Sonne (Funknavigationsverfahren)
Sonne (später Consol) war ein Funknavigationsverfahren, das während des Zweiten Weltkrieges entwickelt wurde. Das System basierte auf einer früheren Entwicklung namens Elektra, das auch als Elektra-Sonnen bezeichnet wurde. Es diente als Navigationshilfe in der Luft- und Seefahrt.
Das für den deutschen Angriffskrieg entwickelte System wurde schon während des Krieges durch die britischen Streitkräfte genutzt und wurde nach dem Krieg weiter betrieben. Das Vereinigte Königreich adaptierte das System als Consol, „bei der Sonne“. Das System wurde für die Fernnavigation unter diesem Namen verwendet und von der ICAO als eines der vorgeschlagenen Fernnavigationssysteme unterstützt. Bis ca. 1970 wurden noch weltweit neue Stationen gebaut. Das System war teilweise noch bis in die 1980er Jahre in Betrieb; der letzte Sender in Norwegen wurde 1991 abgeschaltet.

## Geschichte
Die Deutschen Versuchsanstalt für Luftfahrt (DVL) beauftragte die Firma C. Lorenz mit der Entwicklung. Unter Leitung von Ernst Ludwig Kramar entwickelt C. Lorenz das System, das 1940 unter dem Namen „Sonne“ eingeführt wurde. Der Projektname der Nationalsozialisten wurde im Laufe der Zeit in „Consol“ geändert.
Die Consol-Funkfeuer sendeten im Langwellenbereich (300 kHz und 480 kHz) abwechselnd ihre Morsekennung und spezielle Consol-Zeichen, die aus einer Reihe von Punkten und Strichen bestanden. Die Reichweite betrug etwa 1500 km über Land und 3000 km über See. Im Zweiten Weltkrieg wurden die „Sonne“-Stationen von den Alliierten nicht angegriffen, weil sie angeblich auch von ihnen zur Navigation verwendet wurden.
In Spanien wurden ebenfalls Consol-Funkfeuer errichtet und bis etwa 1970 weiter betrieben. Nach 1943 war die Station Lugo nicht mehr im Einflussbereich der Luftwaffe. Nach ihrem Ausfall wurde die Station durch Vermittlung von Sir Edward Fennessy mit Ersatzteilen versorgt und durch die Alliierten weiter betrieben.
Nach dem Krieg wurden noch weitere Stationen, z. B. die in Bushmills (Irland) errichtet und das System auch von weiteren Ländern fortentwickelt. Die Consol-Funkfeuer wurden jedoch in den 70er und 80er Jahren abgeschaltet, oder als Non Directional Beacon weiterbetrieben. Im Februar 1991 wurde der letzte Sender in Norwegen abgeschaltet.

## Sendeanlage
Ein Consol-Sender (FuSAn 700/701) hatte 1,5 kW Leistung. Seine drei Antennen waren in einer Linie aufgestellt und hatten einen Abstand von jeweils drei Wellenlängen, die gesamte Anlage war also sechs Wellenlängen lang. Je nach Betriebsfrequenz der Station änderte sich also der Abstand der Antennenmasten. Bei 300 kHz ergibt sich 3000 m Mastabstand, bei 480 kHz sind es 1875 m. Durch phasenverschobene Einspeisung des Sendesignals in die Antennenelemente und Umtastung von Punkt- auf Strichfolgen entstand das umlaufende Signal.

## Navigation mit Consol

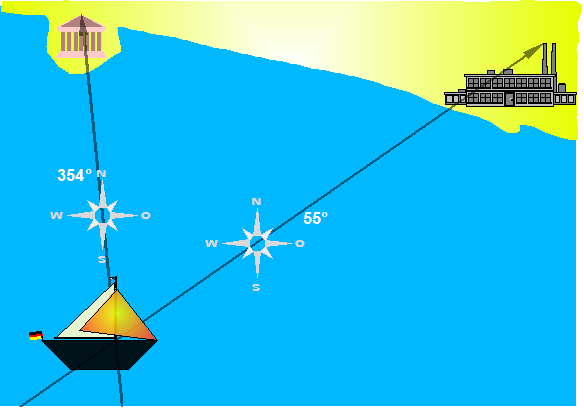
Kreuzpeilung

Die Nutzung dieses Systems erforderte eine spezielle Consol-Seekarte – es gab alternativ auch Tafelwerke, mit denen man aus der Zahl der gehörten Striche eine Peilung ablesen konnte – und einen einfachen Langwellenempfänger. Auf der Karte waren rund um die Consol-Funkfeuer strahlenförmig abwechselnd 12 A- und 12 B-Sektoren eingezeichnet. Der Navigator musste lediglich den etwa 10 bis 15 Grad breiten Sektor, in dem er sich befand, auf der Karte bestimmen und dann die Frequenz des Funkfeuers im Empfänger einstellen. Nach der Morsekennung (z. B. „LEC“ für Stavanger auf 319 kHz) konnte er Punkte oder Striche hören, die langsam undeutlicher wurden und schließlich zu einem einige Sekunden langen Dauerton verschmolzen, der sich dann wieder zur umgekehrten Tastung auflöste.
Consol-Ton, wie der Navigator ihn hörteⓘ
Ein Sendezyklus dauerte je nach Funkfeuer zwischen 40 und 240 Sekunden. In den A-Sektoren hörte man nach der Morsekennung zunächst Punkte, in den B-Sektoren Striche. Die Anzahl der hörbaren Symbole, bevor sie zum Dauerton wurden, entsprach der rechtweisenden Peilung innerhalb des gegebenen Sektors und konnte auf der Consol-Karte abgelesen werden.
Durch den Empfang mehrerer Funkfeuer war eine Kreuzpeilung möglich. Die Genauigkeit der ermittelten Position betrug, je nach Stellung zu den Funkfeuern, etwa 3 Seemeilen.

## Liste der Sonne-Funkfeuer (FuSAn 700/701) der deutschen Luftwaffe
| Kennung | Frequenz  | Ort                        | Standort                     | Sendeleistung |
| ------- | --------- | -------------------------- | ---------------------------- | ------------- |
| FRQ     | 257,0 kHz | Ploneis-Quimper Frankreich | 48° 01' 06" N 004° 12' 55" W | 2000 W        |
| LEC     | 319,0 kHz | Stavanger-Varhaug          | 58° 37' 32" N 007° 37' 49" O | 1500 W        |
| ?       | 307,0 kHz | Beauvais Frankreich        | 43° 40' 56" N 004° 44' 44" W | 1500 W        |
| LG      | 285,0 kHz | Lugo Spanien               | 43° 14' 53" N 007° 28' 56" W | 1500 W        |
| SL      | 315,0 kHz | Sevilla Spanien            | 37° 31' 17" N 006° 01' 18" W | 1500 W        |
| ?       | 316,0 kHz | Brieg Polen                | 50° 51' 00" N 017° 29' 00" O | ?             |
| ?       | 481,0 kHz | Petten Niederlande         | 52° 46' 00" N 004° 40' 00" O | ?             |
| ?       | ?         | Plougourvest Frankreich    | 49° 33' 00" N 004° 05' 00" W | ?             |
| ?       | 306,0 kHz | Bayeux Frankreich          | 49° 17' 00" N 000° 42' 00" O | ?             |
| ?       | 481,0 kHz | Husum                      | 54° 29' 00" N 009° 03' 00" O | ?             |

Anmerkung: Die norwegische Station LEC wurde 1971 durch Technik der Fa. SEL erneuert.

## Das britische Funkfeuer "Bushmills" ab 1945
| Kennung | Frequenz  | Ort       | Standort                     | Sendeleistung |
| ------- | --------- | --------- | ---------------------------- | ------------- |
| MWN     | 266,0 kHz | Bushmills | 55° 12' 20" N 006° 28' 02" W | 2000 W        |

## Liste der sowjetischen WRM-5 Funkfeuer nach 1945
| Kennung | Frequenz  | Ort                         | Standort                     | Sendeleistung |
| ------- | --------- | --------------------------- | ---------------------------- | ------------- |
| NA      | 340,0 kHz | Schumschu                   | 50° 44' 00" N 156° 19' 00" O | 1000 W        |
| KS      | 372,0 kHz | Tierpjenija Sachalin        | 49° 41' 08" N 144° 21' 01" O | 1000 W        |
| PA      | 280,0 kHz | Ostrov Pankratjewa Murmansk | 69° 45' 12" N 032° 55' 00" O | 1000 W        |
| RB      | 363,0 kHz | Rybachiy Barentssee         | 67° 42' 0" N 042° 36' 00" O  | 1000 W        |
| PZ      | 263,0 kHz | Posjeto                     | ?                            | 1000 W        |
| KN      | 269,0 kHz | Kap Kanin                   | 68° 38' 18" N 043° 17' 30" O | 1000 W        |

## Liste der norwegischen Consol-Stationen nach 1970
| Kennung | Frequenz  | Ort                 | Standort                     | Sendeleistung |
| ------- | --------- | ------------------- | ---------------------------- | ------------- |
| LEX     | 332,5 kHz | Andoya Norwegen     | 69° 08' 53" N 015° 53' 00" O | 3000 W        |
| LMC     | 332,5 kHz | Jan Mayen Norwegen  | 71° 03' 00" N 008° 14' 00" W | 1500 W        |
| LJS     | 332,5 kHz | Bäreninsel Norwegen | 74° 29' 34" N 019° 03' 35" O | 3000 W        |

## Liste der US-amerikanischen Consolan-Stationen (AN/FRN-5) nach 1945
| Kennung | Frequenz  | Ort           | Standort                     | Sendeleistung |
| ------- | --------- | ------------- | ---------------------------- | ------------- |
| SFI     | 192,0 kHz | San Francisco | 38° 12' 13" N 122° 34' 08" W | 2000 W        |
| TUK     | 194,0 kHz | Nantucket     | 41° 15' 35" N 070° 09' 15" W | 2000 W        |
| ALY     | 516,0 kHz | Atlantic City | 39° 07' 00" N 074° 46' 100 W | ? W           |